# 裁判官弾劾裁判所
裁判官弾劾裁判所（さいばんかんだんがいさいばんしょ）は、裁判官訴追委員会の訴追を受け、裁判官を罷免するか否かの弾劾裁判を執り行う、日本国憲法第64条に基づき設置された日本の国家機関である。弾劾裁判により罷免された裁判官は法曹資格を喪失するが、弾劾裁判所は罷免の裁判を受けた者の法曹資格回復についての裁判も行う。裁判員の数は、衆議院議員7名、参議院議員7名の合計14名。

## 裁判官弾劾裁判制度と裁判官弾劾裁判所
日本国憲法において裁判官の独立を保障する観点からその身分は手厚く保障されており、免官される場合は以下の3点に限定されている。
1. 公の弾劾によるとき
2. 心身の故障のために職務を執ることができないと裁判されたとき
3. 国民審査において、投票者の多数が罷免を可とするとき（最高裁判所裁判官のみ）

上記のうち「公の弾劾」を行う機関として国会に設置されているものが、裁判官弾劾裁判所である。制度趣旨は、公正な判断を確保するために司法裁判所による同輩裁判を避ける必要があること、国民による公務員の選定罷免権を保障するためにその代表である国会議員に任せるべきこと等があるとされている。
弾劾裁判に関する詳細な事項は、国会法第125条から第129条までと、裁判官弾劾法，弾劾裁判所規則に規定される。
裁判官弾劾裁判所による裁判官の罷免事由は下記の2つに限定される。
1. 職務上の義務に著しく違反し、または、職務を甚だしく怠ったとき
2. 裁判官としての威信を著しく失うべき非行があったとき

なお、罷免事由に至らない非行は、懲戒処分の対象となり得る。懲戒処分は、裁判官分限法に基づき、最高裁判所の大法廷又は高等裁判所において裁判により行われる。

## 沿革
戦前の控訴院及び大審院には判事懲戒法に基づき懲戒裁判所が設けられており、検事長または検事総長の申立てに基づき懲戒裁判を行った。訴追対象の行為は、裁判官の職務上の義務への違背または職務懈怠、また、官職上の威厳または信用を失わせる行為とされ、懲罰は、けん責、減俸、転所（異動）、免職の4種類であった。
大日本帝国憲法 には「裁判官は刑法の宣告又は懲戒の処分に由るの外その職を免ぜらるることなし」 (大日本国憲法第58条第2項) との規定があったため、議会等が関わる弾劾裁判所は設置されなかった。
懲戒裁判所は戦後には裁判官分限法の制度の形に変わり、また新たに、信任・不信任2択のみの最高裁判所裁判官国民審査が設けられた。
弾劾裁判所も日本国憲法下の1947年11月20日、裁判官弾劾法に基づき設置された。がこれも罷免の要否のみを審査する制度である。
1948年9月6日、細則として弾劾裁判所規則が制定された。この規則は翌年1949年8月10日に全部改正が行われ、裁判官弾劾裁判所規則と改められた。

## 組織
裁判官弾劾裁判所は、14人の裁判員によって構成される。裁判員は衆議院及び参議院の各議院からそれぞれ7人の国会議員が選任される。裁判長は、裁判員が互選する。
裁判官弾劾裁判所は国会が設置するが、それ自体は国会から独立して職務を行う独立の常設機関である。そのため、国会閉会中でも活動できる。
なお、この機関の名称は、憲法と国会法では単に「弾劾裁判所」としているが、裁判官弾劾法は「裁判官弾劾裁判所」としており、公にはこの名称が使われている。
裁判官弾劾裁判所の下には、事務局が置かれている。事務局の職員の定数や任命については、裁判官弾劾裁判所の裁判長が衆参両議院の議院運営委員会の承認を得て行う（裁判官弾劾法第18条）。裁判官弾劾裁判所参事は、主に参議院事務局と最高裁判所からの出向者である。
裁判官弾劾裁判所は小規模な機関であるため、法廷等の施設は参議院の施設に附属して設けられている。現在の所在地は、東京都千代田区永田町一丁目11-16 参議院第二別館内南棟9階。なお、裁判官訴追委員会は衆議院の施設である衆議院第二議員会館内（永田町二丁目1-2）に設けられている。また1948–70年の間は赤坂離宮（現・迎賓館赤坂離宮）に設けられていた。

## 裁判官弾劾裁判の手続

### 訴追
裁判官弾劾裁判所への訴追（罷免すべきと考えられる裁判官を訴えること）は、裁判官弾劾裁判所と同様に国会に置かれ国会議員によって構成される裁判官訴追委員会が行う。
国民が裁判官弾劾裁判所へ直接訴追する（訴える）ことは認められておらず、訴追の請求は裁判官訴追委員会を通して行わなければならない（裁判官訴追委員会の項目も参照のこと）。
裁判官訴追委員会は、裁判官について、国民や最高裁判所から訴追の請求があったとき、または、罷免事由があるかもしれないと自ら判断したときは、その事由を調査しなければならない。訴追の請求は、裁判官に罷免事由があるかもしれないと判断した場合は、何人でも（国民でなくとも）できる。また、最高裁判所はそのような場合は必ず請求しなければならない。
調査のあと、裁判官訴追委員会は非公開の議事を行い、訴追、不訴追、訴追猶予のいずれかを決定する。議決は、出席委員の過半数で決するが、訴追と訴追猶予の決定をするには、出席委員の3分の2以上の多数決が必要である。この裁判官訴追委員会の決定に対しては、司法裁判所の裁判権は及ばない。
裁判官訴追委員会が訴追の決定をした場合は、裁判官弾劾裁判所に対し、書面（訴追状）によって罷免の訴追をする。

### 弾劾裁判
弾劾裁判の審理は、公開の口頭弁論手続によって行われる（裁判官弾劾法第23条）。罷免の訴追を受けた裁判官は、弁護人を選任できる（裁判官弾劾法第22条）。裁判官訴追委員会の委員長（または委員長が指定した委員）は審理に立ち会う（裁判官弾劾法第24条）。
証拠調べを経て裁判が行われる（裁判官弾劾法第29条）。裁判は、審理に関与した裁判員の過半数で決するが、罷免の裁判をするには3分の2以上の裁判員の賛成が必要である（裁判官弾劾法第31条第2項）。理由を記した裁判書の作成が必須だが（裁判官弾劾法第34条第1項）、それとは関係なく、罷免の裁判の宣告によって直ちに罷免の効果が生ずる（裁判官弾劾法第37条）。刑事裁判と異なり上訴の制度がないので、即時に裁判が確定するのである。この裁判に対しては、司法裁判所の裁判権は及ばない。
弾劾裁判所は、相当と認めるときはいつでも罷免の訴追を受けた裁判官の職務を停止することができる（裁判官弾劾法第39条）。 弾劾裁判所は、同一の事由について刑事訴訟が係属する間は、手続を中止することができる（裁判官弾劾法第40条）。

### これまでに裁判官訴追委員会から罷免の訴追がされた事件
| 訴追日                      | 初公判日                    | 判決日                      | 開廷数 | 氏名     | 判決時の役職                                      | 主な訴追事由 | 結果   | 資格回復日                  |
| --------------------------- | --------------------------- | --------------------------- | ------ | -------- | ------------------------------------------------- | --- | ------ | --------------------------- |
| 1948年7月1日 （昭和23年）   | 1948年9月6日 （昭和23年）   | 1948年11月27日 （昭和23年） | 10回   | 天野儁一 | 静岡地方裁判所浜松支部判事                        | 闇物資の魚粕やスルメなどの買い付けのため無断欠勤して前任地の秋田市へ赴き、警察に摘発されると事件の揉み消しを図った。     | 不罷免 |                             |
| 1948年12月9日 （昭和23年）  | 1949年4月25日 （昭和24年）  | 1950年2月3日 （昭和25年）   | 10回   | 寺迫道隆 | 大月簡易裁判所判事                                | 知人が闇物資の売買で逮捕・留置されると、家宅捜索される恐れがあるから闇物資の繊維製品を隠すようにと同人に指示した。       | 不罷免 |                             |
| 1955年8月30日 （昭和30年）  | 1955年10月11日 （昭和30年） | 1956年4月6日 （昭和31年）   | 13回   | 高井住男 | 帯広簡易裁判所判事                                | 逮捕・差し押さえなどの各種の令状にあらかじめ署名捺印した白紙令状を作成し、裁判所職員に渡しておいた。                     | 罷免   |                             |
| 1957年7月15日 （昭和32年）  | 1957年8月27日 （昭和32年）  | 1957年9月30日 （昭和32年）  | 5回    | 寺迫道隆 | 厚木簡易裁判所判事                                | 裁判の現地調停、当事者である申立人から800円相当の饗応を受け、その後、揉み消しを図った。                                  | 罷免※  | 1963年2月8日 （昭和38年）   |
| 1977年2月2日 （昭和52年）   | 1977年2月21日 （昭和52年）  | 1977年3月23日 （昭和52年）  | 6回    | 鬼頭史郎 | 京都地方裁判所判事補 兼京都簡易裁判所判事         | 首相への偽電話録音テープを新聞記者に聞かせた。                                                                           | 罷免※  | 1985年5月9日 （昭和60年）   |
| 1981年5月27日 （昭和56年）  | 1981年6月23日 （昭和56年）  | 1981年11月6日 （昭和56年）  | 6回    | 谷合克行 | 東京地方裁判所判事補 兼東京簡易裁判所判事         | 担当事件の弁護士からゴルフセット一式と背広三つ揃い2着（時価18万円）を収賄した。                                          | 罷免※  | 1986年12月25日 （昭和61年） |
| 2001年8月9日 （平成13年）   | 2001年9月20日 （平成13年）  | 2001年11月28日 （平成13年） | 3回    | 村木保裕 | 東京地方裁判所判事 （東京高等裁判所判事職務代行） | 少女3人に児童買春した。                                                                                                  | 罷免   |                             |
| 2008年9月9日 （平成20年）   | 2008年12月3日 （平成20年）  | 2008年12月24日 （平成20年） | 2回    | 下山芳晴 | 宇都宮地方裁判所判事 兼宇都宮簡易裁判所判事       | 女性職員にストーカー行為をした。                                                                                         | 罷免※  | 2016年5月17日 （平成28年）  |
| 2012年11月13日 （平成24年） | 2013年3月13日 （平成25年）  | 2013年4月10日 （平成25年）  | 2回    | 華井俊樹 | 大阪地方裁判所判事補                              | 電車内で女性のスカートの中を盗撮したとして、大阪府迷惑防止条例違反で略式起訴され、有罪判決を受けた。                     | 罷免   |                             |
| 2021年6月16日 （令和3年）   | 2022年3月2日 （令和4年）    | 2024年4月3日 （令和6年）    | 16回   | 岡口基一 | 仙台高等裁判所判事                                | SNS上で裁判当事者に対し不適切な発言を繰り返した （最高裁判所が訴追請求を行わず、裁判官訴追委員会が訴追を決定した初の例） | 罷免   |                             |

※ 後に資格回復の裁判によって法曹資格を回復

### 資格回復の裁判
次の事由がある場合は、本人からの請求により、弾劾裁判所は資格回復の裁判を行う（裁判官弾劾法第38条）。
1. 罷免の裁判の宣告の日から5年を経過し、資格の回復が相当な事由があるとき
2. 罷免の事由がないことの明確な証拠をあらたに発見したなど資格の回復が相当な事由があるとき

資格回復の裁判がされると、罷免の裁判によって失った資格を回復する。
弾劾裁判所の罷免判決によって任命の欠格事由となる職種は以下の通り。
1. 裁判官（裁判所法第46条第2号）
2. 検察官（検察庁法第20条第2号）
3. 弁護士（弁護士法第7条第2号）
4. 外国法事務弁護士（外国弁護士による法律事務の取扱いに関する特別措置法第8条）

## 問題点

### 裁判官の軽微な非行に対する手続の不存在
2009年（平成21年）、松野信夫参議院議員が、罷免までは至らないより軽度な裁判官の非行があったことが考えられる場合に、弾劾裁判所において罷免よりも軽微な裁判を行う制度を法律によって新設することについて、内閣総理大臣麻生太郎に対し質問主意書を提出したが、同首相は「新設することの意義が明らかでない」として回答しなかった。
憲法学者の山元一は、「弾劾裁判では罷免と不罷免のどちらかの結論しかな」く「使い勝手が悪い側面もある」ことを指摘している。裁判官資格のみはく奪する「免官」や、退職金を保護する「諭旨免官」を設置するなど法改正の余地はあると、弾劾裁判所裁判員の国会議員に対して提案した。

### 裁判官の身分を失った者に対する手続の不存在
弾劾裁判所事務局『弾劾裁判所報2011年版』によれば、「裁判官の身分を失った者に対する弾劾裁判所手続の在り方は、弾劾法制定時から議論されている問題である」 。弾劾裁判所は裁判官を裁判するために設けられており（憲法第64条）、また、弾劾裁判所規則第123条第3項は、弾劾裁判所が被訴追者に対して裁判権を有しないときは判決で罷免の訴追を棄却しなければならないと規定している。このことから、対象裁判官が定年などの理由により訴追請求や訴追よりも以前、または裁判の中途で退官した場合、当該裁判官の法曹資格の停止は行われ得ないという問題がある。
2009年（平成21年）、松野信夫参議院議員の質問主意書は、訴追請求及び弾劾裁判所による裁判を裁判官の任期よりも優先させる制度の創設を首相に問ったが、内閣総理大臣麻生太郎はこれも「新設することの意義が明らかでない」として回答しなかった。

#### 任期制度との関連
2009年2月8日、福岡高裁宮崎支部判事の一木泰造が高速バスの車内で女子短大生に痴漢行為を働き、2月10日に準強制わいせつ罪で逮捕、2月27日に起訴され、7月7日に懲役2年執行猶予5年の有罪判決が言い渡された。同年3月、最高裁は「裁判官の威信を著しく損なった」として罷免訴追を請求したものの、判事としての任期満了が同年4月10日に迫っていた一木は一度出していた再任願いを事件後に取り下げていたため任期満了で判事を退官することが目されることになった。このため、裁判官訴追委員会は「任期終了までに公判の証拠資料が入手できない」との理由で審議打ち切りを決定した。結局、一木は罷免による法曹資格喪失を免れ、同年4月10日、任期終了に伴い退官した。
この点につき、裁判官訴追委員会委員長の臼井日出男は法律の不備を指摘し、罷免にかかわる審議の結論が出るまで問題の判事の身分を保留できるよう関係法令を整備することを最高裁に求めた。

#### 公職選挙法との関連
1980年7月16日、小倉簡易裁判所判事の安川輝夫が担当中の窃盗事件の被告人女性（当時31歳）を「執行猶予になるか、実刑になるかは私の手中にある」などと脅して旅館で肉体関係を持った上、この被告人に現金5万円を渡したとして最高裁から罷免訴追を請求されていた最中、福岡県久山町の町長選に突如として立候補し（結果は落選）、公職選挙法第90条によって自動的に退職となり、訴追委員会から審査を打ち切られたことがある（なお当時の町長選挙の供託金は25万円）。これにより、安川は弾劾裁判で罷免されることなく、1042万円の退職金の他、年間約200万円の年金も全額受給できることとなった（ただし後に安川は公務員職権濫用罪で起訴され、1985年7月16日に最高裁で懲役1年の実刑判決が確定して服役している。安川は、司法試験に合格することなく、裁判所書記官から任用された簡易裁判所判事であるため、法曹資格を有していなかった）。
この時、安川に対しては弾劾裁判による罷免で退職金に関する不利益を免れるために公職へ立候補して自動失職したとする批判が出た。このため、1981年には裁判官弾劾法の改正により同法に第41条の2が追加され、最高裁判所から罷免の訴追を請求されている、もしくは裁判官訴追委員会から罷免の訴追をされている裁判官については、公職選挙法第90条の規定は適用しないこととされた。

#### 法務省出向との関連
裁判官が法務省に出向する際には検事に転官するため身分上は裁判官でなくなることから、弾劾裁判の対象とはならない。
- 裁判官出身で法務省大臣官房財産訟務管理官に在任していた男性が、2014年3月14日に法務省の女子トイレ内で盗撮をする事件を起こし、同年5月1日に迷惑防止条例違反で罰金50万円の有罪判決が言い渡され、同日懲戒免職となった[8]が、弾劾裁判の対象とはならなかった。
- 裁判官出身で法務総合研究所教官に在任していた男性が、2016年8月26日に駅ホームの階段で女性のスカート内の盗撮をする事件を起こして逮捕され、同年9月15日に迷惑防止条例違反で罰金50万円の有罪判決が言い渡され、同日停職3ヶ月の懲戒処分を受けた[9]が、弾劾裁判の対象とはならなかった。

### 調査報告の不足
2011年以降、「弾劾裁判所報」が刊行されておらず、上記のような問題の把握状況が不明である（2016年10月時点）。

## 出版物・刊行物

### 裁判官弾劾裁判所事務局の出版物・刊行物
- 裁判官弾劾裁判所事務局・裁判官訴追委員会事務局編『裁判官弾劾制度運営二十年』、1967年
- 『弾劾裁判所年報 第1号』、1983年
- 『弾劾裁判所年報 第2号』、1984年
- 『裁判官弾劾裁判所裁判例集 自昭和23年至昭和61年』、1987年
- 裁判官弾劾裁判所事務局・裁判官訴追委員会事務局編『裁判官弾劾制度の五十年』、1997年
- 『弾劾裁判所報1998年号』
- 『弾劾裁判所報2000年号』
- 『弾劾裁判所報2002年号』
- 『弾劾裁判所報2004年号』
- 『弾劾裁判所報2006年号』
- 『弾劾裁判所報2009年号』
- 『弾劾裁判所報2011年号』

### 裁判官弾劾法関連書籍
- 上村千一郎『裁判官弾劾法精義』、敬文堂、1982年。

## 歴代裁判長
| 代  | 氏名       | 就任年月日     | 退任年月日     | 退任事由                       |
| --- | ---------- | -------------- | -------------- | ------------------------------ |
| 1   | 鬼丸義齊   | 1948年5月27日  | 1950年3月11日  |                                |
| 2   | 古島義英   | 1950年3月11日  | 1951年5月10日  |                                |
| 3   | 鈴木安孝   | 1951年5月10日  | 1952年4月1日   |                                |
| 4   | 角田幸吉   | 1952年4月1日   | 1952年8月28日  | 衆議院解散                     |
| 5   | 星島二郎   | 1952年12月23日 | 1953年3月14日  | 衆議院解散                     |
| 6   | 中山福藏   | 1953年6月26日  | 1953年12月22日 |                                |
| 7   | 高橋進太郎 | 1953年12月22日 | 1954年6月15日  | 常任委員長就任に伴う裁判員辞職 |
| 8   | 星島二郎   | 1954年6月15日  | 1955年1月24日  | 衆議院解散                     |
| 9   | 小林亦治   | 1955年4月1日   | 1955年9月30日  |                                |
| 10  | 長谷山行毅 | 1955年10月1日  | 1956年4月6日   |                                |
| 11  | 山本正一   | 1956年4月7日   | 1957年3月31日  |                                |
| 12  | 一松定吉   | 1957年4月1日   | 1958年3月31日  |                                |
| 13  | 小林錡     | 1958年4月1日   | 1958年4月25日  | 衆議院解散                     |
| 14  | 小林錡     | 1958年7月5日   | 1959年3月31日  |                                |
| 15  | 下條康麿   | 1959年4月1日   | 1960年3月31日  |                                |
| 16  | 鍛冶良作   | 1960年4月1日   | 1960年10月24日 | 衆議院解散                     |
| 17  | 綾部健太郎 | 1961年1月28日  | 1961年3月31日  |                                |
| 18  | 杉浦武雄   | 1961年4月1日   | 1962年3月31日  |                                |
| 19  | 花村四郎   | 1962年4月1日   | 1963年3月31日  |                                |
| 20  | 井野碩哉   | 1963年4月1日   | 1964年3月31日  |                                |
| 21  | 逢澤寛     | 1964年4月1日   | 1965年3月31日  |                                |
| 22  | 大竹平八郎 | 1965年4月1日   | 1966年3月31日  |                                |
| 23  | 今松治郎   | 1966年4月1日   | 1966年12月27日 | 衆議院解散                     |
| 24  | 井野碩哉   | 1967年6月29日  | 1968年3月31日  |                                |
| 25  | 森田重次郎 | 1968年4月1日   | 1969年3月31日  |                                |
| 26  | 吉武恵市   | 1969年4月1日   | 1970年3月31日  |                                |
| 27  | 灘尾弘吉   | 1970年4月1日   | 1971年3月31日  |                                |
| 28  | 斎藤昇     | 1971年4月1日   | 1971年7月24日  | 国務大臣就任に伴う裁判員辞職   |
| 29  | 松平勇雄   | 1971年7月26日  | 1972年3月31日  |                                |
| 30  | 大橋武夫   | 1972年4月1日   | 1972年11月13日 | 衆議院解散                     |
| 31  | 大橋武夫   | 1973年2月6日   | 1973年3月31日  |                                |
| 32  | 山本利壽   | 1973年4月1日   | 1974年3月31日  |                                |
| 33  | 小山長規   | 1974年4月1日   | 1975年3月31日  |                                |
| 34  | 小川半次   | 1975年4月1日   | 1976年3月31日  |                                |
| 35  | 濱野淸吾   | 1976年4月1日   | 1976年12月9日  | 議員の任期満了                 |
| 36  | 荒舩清十郎 | 1976年12月28日 | 1977年11月29日 | 国務大臣就任に伴う裁判員辞職   |
| 37  | 新谷寅三郎 | 1977年12月20日 | 1979年3月31日  |                                |
| 38  | 田中伊三次 | 1979年4月1日   | 1979年9月7日   | 衆議院解散                     |
| 39  | 田中伊三次 | 1979年11月16日 | 1980年3月31日  |                                |
| 40  | 上原正吉   | 1980年4月1日   | 1980年7月7日   | 議員の任期満了                 |
| 41  | 八木一郎   | 1980年7月25日  | 1981年3月31日  |                                |
| 42  | 上村千一郎 | 1981年4月1日   | 1982年3月31日  |                                |
| 43  | 臼井莊一   | 1982年4月1日   | 1983年3月31日  |                                |
| 44  | 長谷川四郎 | 1983年4月1日   | 1983年11月28日 | 衆議院解散                     |
| 45  | 長谷川四郎 | 1984年2月14日  | 1984年3月31日  |                                |
| 46  | 源田実     | 1984年4月1日   | 1985年5月22日  |                                |
| 47  | 澁谷直藏   | 1985年5月23日  | 1985年12月16日 | 逝去                           |
| 48  | 伊藤宗一郎 | 1985年12月24日 | 1986年3月31日  |                                |
| 49  | 加藤武徳   | 1986年4月1日   | 1986年7月7日   | 議員の任期満了                 |
| 50  | 熊谷太三郎 | 1986年9月11日  | 1987年3月31日  |                                |
| 51  | 奥野誠亮   | 1987年4月1日   | 1987年11月11日 | 国務大臣就任に伴う裁判員辞職   |
| 52  | 上村千一郎 | 1987年12月2日  | 1988年3月31日  |                                |
| 53  | 岡田広     | 1988年4月1日   | 1989年3月31日  |                                |
| 54  | 奥野誠亮   | 1989年4月1日   | 1990年1月24日  | 衆議院解散                     |
| 55  | 世耕政隆   | 1990年4月1日   | 1991年3月31日  |                                |
| 56  | 村田敬次郎 | 1991年4月1日   | 1991年12月6日  | 特別委員長就任に伴う裁判員辞職 |
| 57  | 高鳥修     | 1991年12月12日 | 1992年3月31日  |                                |
| 58  | 斎藤栄三郎 | 1992年4月1日   | 1992年7月7日   | 議員の任期満了                 |
| 59  | 林田悠紀夫 | 1992年11月4日  | 1993年3月31日  |                                |
| 60  | 奥野誠亮   | 1993年4月1日   | 1993年6月18日  | 衆議院解散                     |
| 61  | 田邊誠     | 1993年8月27日  | 1994年3月31日  |                                |
| 62  | 浜本万三   | 1994年4月1日   | 1994年7月21日  | 国務大臣就任に伴う裁判員辞職   |
| 63  | 遠藤要     | 1994年10月13日 | 1995年4月13日  |                                |
| 64  | 唐沢俊二郎 | 1995年4月13日  | 1996年3月31日  |                                |
| 65  | 井上吉夫   | 1996年4月1日   | 1997年3月31日  |                                |
| 66  | 堀内光雄   | 1997年4月1日   | 1997年9月12日  | 国務大臣就任に伴う裁判員辞職   |
| 67  | 中山正暉   | 1997年10月22日 | 1998年3月31日  |                                |
| 68  | 井上裕     | 1998年4月1日   | 1998年7月25日  | 議員の任期満了                 |
| 69  | 野沢太三   | 1998年9月11日  | 1999年3月31日  |                                |
| 70  | 綿貫民輔   | 1999年4月1日   | 2000年3月31日  |                                |
| 71  | 吉川芳男   | 2000年4月1日   | 2000年7月6日   | 国務大臣就任に伴う裁判員辞職   |
| 72  | 岡野裕     | 2000年8月2日   | 2000年11月1日  | 常任委員長就任に伴う裁判員辞職 |
| 73  | 上杉光弘   | 2000年11月8日  | 2001年2月7日   | 調査会長就任に伴う裁判員辞職   |
| 74  | 陣内孝雄   | 2001年2月14日  | 2001年3月31日  |                                |
| 75  | 葉梨信行   | 2001年4月1日   | 2002年3月31日  |                                |
| 76  | 中曽根弘文 | 2002年4月1日   | 2003年3月31日  |                                |
| 77  | 中山正暉   | 2003年4月1日   | 2003年10月10日 | 衆議院解散                     |
| 78  | 武藤嘉文   | 2003年11月27日 | 2004年3月31日  |                                |
| 79  | 真鍋賢二   | 2004年4月1日   | 2005年3月31日  |                                |
| 80  | 瓦力       | 2005年4月1日   | 2005年8月8日   | 衆議院解散                     |
| 81  | 瓦力       | 2005年10月20日 | 2006年3月31日  |                                |
| 82  | 竹山裕     | 2006年4月1日   | 2007年3月31日  |                                |
| 83  | 保岡興治   | 2007年4月1日   | 2008年3月31日  |                                |
| 84  | 松田岩夫   | 2008年4月1日   | 2009年3月31日  |                                |
| 85  | 保岡興治   | 2009年4月1日   | 2009年7月21日  | 衆議院解散                     |
| 86  | 土肥隆一   | 2009年10月29日 | 2010年3月31日  |                                |
| 87  | 今野東     | 2010年4月1日   | 2011年3月31日  |                                |
| 88  | 牧野聖修   | 2011年4月1日   | 2011年9月7日   | 副大臣就任に伴う裁判員辞職     |
| 89  | 細川律夫   | 2011年11月2日  | 2012年3月31日  |                                |
| 90  | 増子輝彦   | 2012年4月1日   | 2012年11月2日  | 常任委員長就任に伴う裁判員辞職 |
| 91  | 小川敏夫   | 2012年11月13日 | 2013年2月4日   |                                |
| 92  | 谷川秀善   | 2013年2月4日   | 2013年7月28日  | 議員の任期満了                 |
| 93  | 船田元     | 2013年7月29日  | 2014年3月31日  |                                |
| 94  | 吉田博美   | 2014年4月1日   | 2015年3月31日  |                                |
| 95  | 船田元     | 2015年4月1日   | 2016年3月31日  |                                |
| 96  | 吉田博美   | 2016年4月1日   | 2017年3月31日  |                                |
| 97  | 船田元     | 2017年4月1日   | 2017年9月28日  | 衆議院解散                     |
| 98  | 船田元     | 2017年12月8日  | 2018年3月31日  |                                |
| 99  | 吉田博美   | 2018年4月1日   | 2019年3月31日  |                                |
| 100 | 船田元     | 2019年4月1日   | 2020年3月31日  |                                |
| 101 | 有村治子   | 2020年4月1日   | 2021年3月31日  |                                |
| 102 | 船田元     | 2021年4月1日   | 2021年10月14日 | 衆議院解散                     |
| 103 | 船田元     | 2021年11月12日 | 2022年4月5日   |                                |
| 104 | 松山政司   | 2022年4月5日   | 2023年4月12日  |                                |
| 105 | 船田元     | 2023年4月12日  | 2024年6月18日  |                                |
| 106 | 松山政司   | 2024年6月18日  | 2025年3月31日  |                                |
| 107 | 船田元     | 2025年4月1日   |                | 現職                           |